# Füzérradvány
Füzérradvány este un sat în districtul Sátoraljaújhely, județul Borsod-Abaúj-Zemplén, Ungaria, având o populație de 344 de locuitori (2011). 

## Demografie
Componența etnică a satului Füzérradvány
     Maghiari (75,52%)
     Romi (24,48%)
Componența confesională a satului Füzérradvány
     Romano-catolici (52,33%)
     Reformați (20,06%)
     Greco-catolici (9,3%)
     Fără religie (2,91%)
     Necunoscută (15,41%)
     Alte religii (1,45%)
Conform recensământului din 2011, satul Füzérradvány avea 344 de locuitori. Din punct de vedere etnic, majoritatea locuitorilor (75,52%) erau maghiari, cu o minoritate de romi (24,48%).  Din punct de vedere confesional, majoritatea locuitorilor (52,33%) erau romano-catolici, existând și minorități de reformați (20,06%), greco-catolici (9,3%) și persoane fără religie (2,91%). Pentru 15,41% din locuitori nu este cunoscută apartenența confesională.